# Frode Haltli

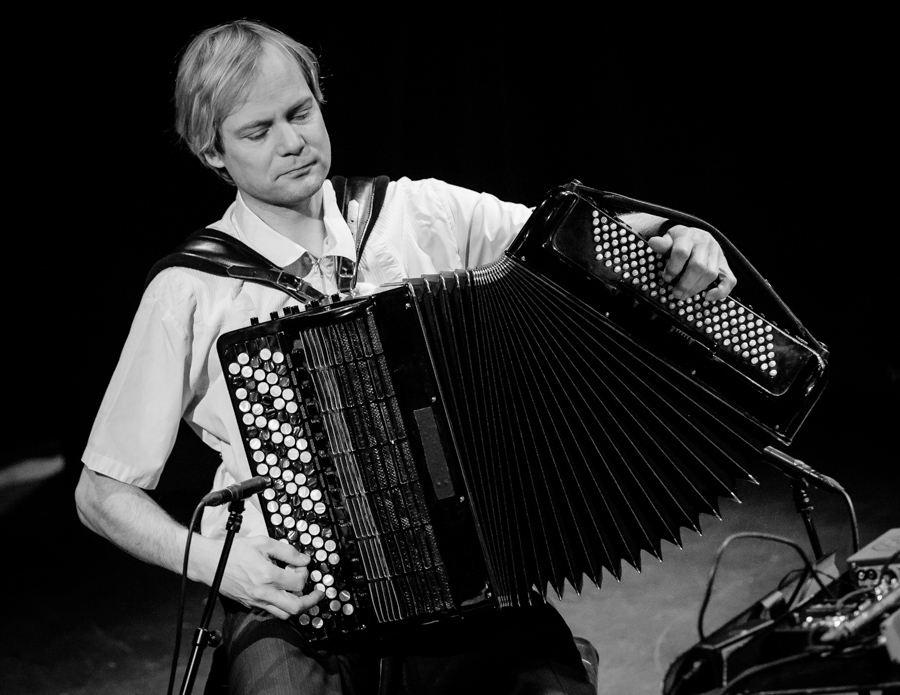
Frode Haltli (2018)

Frode Haltli (* 15. Mai 1975 in Levanger) ist ein norwegischer Musiker (Akkordeon, Komposition), der hauptsächlich im Bereich der Neuen Musik und der Improvisationsmusik tätig ist.

## Leben und Wirken
Haltli begann im Alter von sieben Jahren Akkordeon zu lernen. Zunächst spielte er Volksmusik, wechselte aber dann in andere musikalische Richtungen. Zeitgenössische Komponisten wie Per Nørgård und Arne Nordheim weckten in ihm schließlich das Interesse für die Avantgarde. Als Jugendlicher gewann er mehrere nationale Wettbewerbe. Er studierte an der Norwegischen Musikhochschule, dann am Königlich Dänischen Konservatorium für Musik in Kopenhagen, wo er sein Studium im Jahr 2000 abschloss.
Haltli ist als Solist mit großen Orchestern weltweit aufgetreten. Insbesondere der Komponist Bent Sørensen brachte ihn dazu, neue Techniken und Klänge auf dem Instrument auszuprobieren. Sein Debütalbum Looking on Darkness mit diesen und anderen Werken veröffentlichte ECM Records 2002. Sein nächstes Album Passing images (2007) enthielt seine eigenen Interpretationen norwegischer Volksmusik. Auf diesem Album wurde er von Arve Henriksen, Garth Knox und Maja Ratkje unterstützt.
Für Haltli schrieben Komponisten wie Bent Sørensen, Maja Ratkje, Rolf Wallin, Atli Ingólfsson, Hans Abrahamsen, Jo Kondo und Sam Hayden Werke, die er aufführte. In den letzten Jahren arbeitete er hauptsächlich im 1999 gegründeten Trio Poing mit Rolf-Erik Nystrøm am Saxophon und Håkon Thelin am Kontrabass, das hauptsächlich zeitgenössische Musik interpretiert. Er spielte auch mit Trygve Seim im Duo und in dessen Gruppe, mit der Sängerin Unni Løvlid und dem Fiddler Vegar Vårdal, sowie im Duo mit dem Fiddler Gjermund Larsen und im Trio mit Ragnhild Furebotten und Emilia Amper. Er ist weiterhin auf Alben von No Spaghetti Edition, der Folkband Rusk, Anja Garbarek, deLillos, Lars Andreas Haug, Håkon Kornstad und Laura Jurd zu hören.
Weiterhin komponierte Haltli Theatermusiken, wie The Border Woods (Osa Festival 2015), und gemeinsam mit Maja Ratkje die Musik für Karl Bruckmaiers zehnteilige Hörspielinszenierung von Elfriede Jelineks Neid (Bayerischer Rundfunk 2011).

## Preise und Auszeichnungen
Haltli wurde 2001 vom Norwegischen Konzertinstitut zum Jungen Solisten des Jahres ernannt; zudem wurde er beim Internationalen Gaudeamus-Interpretationswettbewerb 1999 Zweiter. Sein Album Looking on Darkness wurde mit dem Spellemannprisen als bestes zeitgenössisches Musikalbum ausgezeichnet. Für dieses Album erhielt er 2004 auch den französischen Prix Gus Viseur.

## Diskographische Hinweise
- 2002: Looking on Darkness (ECM New Series, mit dem Vertavo String Quartet)
- 2007: Passing images (ECM)
- 2008: Trygve Seim / Frode Haltli: Yeraz (ECM)
- 2012: Arne Nordheim Complete Accordion Works (Simax Classics)
- 2014: Vagabonde Blu (Hubro)
- 2016: Air (ECM New Series, mit den Trondheim Soloists und dem Arditti Quartet)
- 2018: Avant Folk (Hulbro)[8]
- 2019: Border Woods (Hubro)
- 2020: Selected Solo Works, Vol. 1-3 (Svartskog Music Production)
- 2021: Avant Folk II (Hulbro)
- 2024: Trygve Seim / Frode Haltli: Our Time (ECM)

mit POING
- 2003: Giants of Jazz (LLRR)
- 2005: Planet POING (Jazzaway Records)
- 2008: River Mouth Echoes (Tzadik)
- 2011: Wach auf! (Øra Fonogram, mit Maja Ratkje)
- 2016: Sur POING (Aurora/Grappa)
- 2016: Kapital & Moral (Grappa, mit Maja Ratkje)